# M/S Frida
Frida, färja 303, är en av Trafikverket Färjerederiets färjor. Den går på Ljusteröleden tillsammans med M/S Jupiter.